# Pedro Miguel Etxenike Landiríbar
Pedro Miguel Etxenike Landiríbar (Isaba, Navarra 1950) és un físic, professor universitari i polític basc d'origen navarrès.

## Biografia
Nasqué el 8 de juny de 1950 a la població navarresa d'Isaba. Després d'estudiar física a la Universitat de Navarra el 1972 es doctorà, primer per la Universitat de Cambridge i posteriorment per la de Barcelona.
Inicià els seus estudis sobre la interacció de partícules energètiques amb la superfície de sòlids i les excitacions d'ions ràpids en sòlids induïts.
Després d'ampliar estudis a en diferents laboratoris internacionals dels EUA, Dinamarca i Suècia torna al País Basc el 1980 després d'un període com a professor a la Universitat de Barcelona. Entre 1980 i 1983 ocupà el càrrec de Conseller d'Educació en el Govern Basc, i entre 1983 i 1984 el de Conseller d'Educació i Cultura, així com el de portaveu d'aquest Govern. Durant aquest període impulsà la creació d'un sistema de ciència i tecnologia al País Basc i creà una xarxa de centres tecnològics que han tingut un paper molt important en el desenvolupament tecnològic del país durant els últims 15 anys.
El 1984 abandonà el Govern Basc per centrar la seva activitat en el camp de la ciència, realitzant una estada de dos anys a la Universitat de Cambridge com a professor convidat. El 1996 va esdevenir catedràtic de Física de la Matèria Condenasada a la Universitat del País Basc.
Etxenike ha centrat les seves investigacions en l'explicació, amb mètodes matemàtics i informàtics, del comportament de les partícules que componen els cossos sòlids i la seva interacció amb feixos de partícules carregades externes. Els seus treballs han obert noves línies i han impulsat innovadores línies de treball, tant teòriques com experimentals, en camps molt diversos de la física de la matèria condensada, difracció d'electrons, localització electrònica en superfícies, fotoemissió inversa, col·lisions atòmiques, interacció d'ions amb plasmes, implantació iònica, etc. Aquesta tasca investigadora la compartit amb la divulgadora dels seus estudis realitzant nombroses conferències a les universitats.
El 1998 fou guardonat amb el Premi Príncep d'Astúries d'Investigació Científica i Tècnica, juntament amb Emilio Méndez Pérez. En 2017 va prendre possessió de la seva medalla com a membre de número de la Reial Acadèmia de Ciències Exactes, Físiques i Naturals amb el discurs Dinámica de iones y electrones en sólidos y superficies y pequeñas pinceladas sobre ciencia.